# Otto Gehre
Otto Gehre (* 26. April 1894 in Dessau, Herzogtum Anhalt; † 17. Juni 1976 in Halle (Saale), Bezirk Halle) war ein deutscher Former, Parteifunktionär der SPD beziehungsweise SED und Verfolgter des Naziregimes.

## Leben
Gehre wurde als Sohn eines Tapetendruckers und einer Hausfrau geboren. Nach dem Besuch der Volksschule absolvierte er eine Ausbildung zum Former, die er 1912 beendete. Im Jahr 1908 trat er der Sozialistischen Arbeiter-Jugend und 1909 dem Deutschen Metallarbeiter-Verband (DMV) bei, für den er in der Weimarer Republik eine Reihe Funktionen übernahm. Im Jahr 1912 trat Gehre der SPD bei. Während des Ersten Weltkrieges diente er in den Jahren 1914 bis 1918 als Soldat.
Nach seiner Rückkehr besuchte er die Dessauer Maschinenbauschule von 1923 bis 1925. Im Anschluss nahm er eine Tätigkeit als Motoreneinfahrer und später als Werkzeugverwalter bei den Motorenwerken Junkers in Dessau auf. Neben seinem Beruf engagierte er sich politisch als Mitglied des Unterbezirksvorstandes der SPD in Magdeburg und Anhalt und Vorsitzender des Arbeitssportkartells im Land Anhalt. Außerdem engagierte Otto Gehre sich als Funktionär in der Ortsverwaltung Dessau des Deutschen Metallarbeiterverbandes.
Im Jahr 1933 wurde er in Folge der Machtergreifung Hitlers auf Grund seiner Zugehörigkeit zur SPD und zum DMV entlassen. Aufgrund seiner illegalen gewerkschaftlichen Arbeit für den DMV, der seit dem 2. Mai 1933 verboten war, erfolgte am 12. Januar 1936 Gehres Verhaftung. Er kam in Untersuchungshaft in Chemnitz, Leipzig und Berlin-Moabit. Am 6. Oktober 1937 verurteilte ihn der Volksgerichtshof wegen illegaler Arbeit für den DMV zu zwei Jahren Zuchthausstrafe, die er im Zuchthaus Coswig/Anhalt verbüßte. Nach Verbüßung der regulären Haftstrafe wurde Gehre in das Konzentrationslager Buchenwald verlegt. Dort war er unter der Häftlingsnummer 2658 registriert. Im November 1940 erfolgte die Entlassung aus dem Konzentrationslager.
Im Jahr 1941 nahm Otto Gehre eine Stelle als Materialverwalter in den Junkerswerken Dessau auf, wo er bereits vor dem Ausbruch des Zweiten Weltkrieges tätig war. Dort arbeitete er bis zum Ende des Krieges.
Nach dem Krieg war er als Abteilungsleiter, später als Sozialdirektor bei Junkers & Co. tätig. Im Juli 1945 war er beteiligt an der Gründung der SPD in Dessau, die im April 1946, mit Teilnahme von Otto Gehre, zwangsweise mit der KPD zur SED vereinigt wurde. Gehre war Delegierter des Vereinigungsparteitages in Berlin. In den Jahren 1948 bis 1949 war er Werkleiter des Betriebes „Nationale Radiatoren“ in Schönebeck (Elbe). In der SED wurde Otto Gehre 1946 Mitglied des Landesvorstandes von Sachsen-Anhalt.
Im Oktober 1946 wurde Otto Gehre in die Stadtverordnetenversammlung Dessau und zum SED-Fraktionsvorsitzenden gewählt. Vom 4. Dezember 1949 bis Juli 1952 war er 2. Landessekretär der SED in Sachsen-Anhalt. In dieser Funktion folgte er auf Werner Bruschke. Von 1950 bis 1952 war Otto Gehre Abgeordneter im Landtag von Sachsen-Anhalt und zeitweise Vorsitzender der SED-Fraktion. Nach der Auflösung der Landtage und Bildung der Bezirke war er von 1952 bis 1954 Abgeordneter des Bezirkstages Halle. Nach einem Lehrgang an der Verwaltungsakademie in Forst Zinna im Jahr 1951 und der Verwaltungsreform in der DDR im Sommer 1952 wurde er Hauptabteilungsleiter für Materialversorgung in der Staatlichen Verwaltung der Staatsreserve beim Ministerrat der DDR. Im Jahr 1953 nahm Otto Gehre eine Tätigkeit als stellvertretender Vorsitzender des staatlichen Vertragsgerichts im Bezirk Halle auf.
Im Jahr 1956 erlitt Gehre einen Nervenzusammenbruch. Nach seiner Genesung leitete er ab 1957 eine Abteilung im VEB Baumechanik Halle-Ost.
Im Jahr 1960 beendete er seine Tätigkeiten auf Grund von Invalidität. Gehre starb im Alter von 82 Jahren und wurde auf dem Südfriedhof (Halle) bestattet.

## Auszeichnungen
- 1964 Vaterländischer Verdienstorden in Silber und 1969 in Gold
- 1974 Ehrenspange zum Vaterländischen Verdienstorden in Gold